# Norwegisch-Britisch-Schwedische Antarktisexpedition
Koordinaten: 71° 3′ 0″ S, 10° 55′ 0″ W
Die Norwegisch-Britisch-Schwedische Antarktisexpedition von 1949 bis 1952 (auch bekannt als NBSX, NBSAE oder Maudheim-Expedition) war die erste Antarktisexpedition, die multinational organisiert wurde. Sie wurde durchgeführt im westlichen Königin-Maud-Land an der Prinzessin-Martha-Küste. Die Teammitglieder kamen aus Norwegen, Schweden und dem Commonwealth. Die Organisation der Expedition diente später als Vorbild für eine Reihe weiterer.

## Verlauf
Angeregt durch den schwedischen Geographen Hans Wilhelmsson Ahlmann (1889–1974) und koordiniert von Harald Ulrik Sverdrup, dem Direktor der Norwegischen Polarinstituts, diente die Expeditionen besonders der Klärung von Fragen des Gletscherhaushalts in Abhängigkeit von den meteorologischen Bedingungen. Dabei war Norwegen verantwortlich für die Meteorologie und Landesvermessung, Großbritannien für die Geologie und Schweden für die Glaziologie. Daneben wollte Norwegen seinen Anspruch auf diesen Sektor der Antarktis untermauern.
Die Anreise geschah mit dem 600-Tonnen-Robbenfangschiff Norsel und dem 23.000-Tonnen-Walfänger Thorshøvdi, auf dem 62 Schlittenhunde mitgeführt wurden, von denen nur 44 die Reise überlebten. Außerdem wurden zwei leichte Flugzeuge vom Typ „Auster“ der Royal Air Force zu Erkundungszwecken mitgeführt. An Land wurde eine Art Schneemobil genutzt, um tonnenweise Material von der Ausladestation zum Basislager zu bringen. Auf Ausflügen ins Landesinnere wechselten sich diese mit den Hunden ab. Im Januar 1951 stellte die schwedische Luftwaffe zwei Flugzeuge zur Verfügung.
Für die gesamte Dauer der Expedition wurde nordöstlich vom Kap Norvegia das Basislager Maudheim 71° 3′ S, 10° 55′ W für die 15-köpfige Überwinterungsgruppe unter Leitung von John Giæver (1901–1970) eingerichtet. Hier wurden zwei Stationshäuser, die zum Wohnen und Arbeiten dienten, eine Generatorhütte, eine Werkstatt, eine Bohrmaschinenhütte und eine Funkhütte errichtet. Die Schlittenhunde wurden in einem Schneetunnel untergebracht. Etwa 320 Kilometer landeinwärts wurde die Advance Base 72° 17′ S, 3° 48′ W eingerichtet. Diese war nicht ständig bemannt und diente hauptsächlich zur Unterstützung der Exkursionsteams. Außerdem wurde ein Netzwerk von Depots errichtet. Die 450 t schwere Ausrüstung der Expedition erlaubte einen Aufenthalt von bis zu drei Jahren.
Von den Basen aus wurden zahlreiche Reisen unternommen, von denen die längste 80 Tage dauerte. Auf diesen Exkursionen wurden glaziologische und geologische Untersuchungen durchgeführt, es wurde aber auch ein Triangulationsnetz vermessen, das der Auswertung der Luftaufnahmen dienen sollte. Die Erkundungsflüge waren aber wegen des schlechten Wetters wenig erfolgreich und mussten nach der Bruchlandung eines der schwedischen Flugzeuge abgebrochen werden.
Die Expedition lieferte teilweise überraschende Ergebnisse. Seismische Eisdickemessungen ergaben, dass unter der gleichförmigen Eisfläche ein zerklüftetes Gebirgsland mit zahlreichen Fjorden liegt. Noch 250 km von der Küste entfernt konnte ein 700 m tiefer Fjord nachgewiesen werden. Die Eisdecke hatte stellenweise eine Dicke von 2.400 m. Ahlmanns Vermutung, dass die Mächtigkeit der Gletscher gegenüber der Vergangenheit abgenommen hat, konnte bestätigt werden.
Über einen Zeitraum von fast 23 Monaten waren regelmäßig meteorologische Daten erfasst worden, insbesondere auch in der freien Atmosphäre durch den Aufstieg von insgesamt 650 Radiosonden. Außerdem wurde die Reaktion des menschlichen Organismus auf das antarktische Klima medizinisch untersucht.
Am 24. Februar 1951 kam es zu einem tragischen Unfall. In dichtem Nebel fuhren Bertil Ekström, Leslie Quar, Stig Hallgren und John Jelbart mit ihrem Motorschlitten über die Eiskante und stürzten in die Norselbucht. Während die anderen ertranken, gelang es Hallgren, sich auf eine 200 m entfernte Eisscholle zu retten. Er konnte 13 Stunden später gerettet werden.

## Personal
- John Schjelderup Giæver (1901–1970) – Norweger, Leiter der Überwinterungsmannschaft
- Stig Valter Schytt (1919–1985) – Schwede, Chefglaziologe, Zweiter Offizier
- Gordon de Quetteville Robin (1921–2004) – Australier, Geophysiker, Dritter Offizier
- Nils Jørgen Schumacher (1919–2005) – Norweger, Chefmeteorologe
- Gösta Hjalmar Liljequist (1914–1995) – Schwede, Assistenzmeteorologe
- Ernest Frederick Roots (1923–2016)[8] – Kanadier, Chefgeologe
- Alan Reece (1921–1960) – Brite, Assistenzgeologe
- Charles Winthrop Molesworth Swithinbank (1926–2014)[9] – Brite, Assistenzglaziologe
- Nils Roer (* 1914) – Norweger, Landvermesser
- Ove Wilson (1921–1981) – Schwede, Mediziner
- Bertil Ekström (1919–1951) – Schwede, mechanischer Ingenieur, am 24. Februar 1951 tödlich verunglückt
- Egil Rogstad (1908–1987) – Norweger, Funkverantwortlicher
- Peter Melleby (1917–2019) – Norweger, verantwortlich für die Hunde
- Leslie Quar (1923–1951) – Brite, Funker, am 24. Februar 1951 tödlich verunglückt
- John Snarby (* 1922) – Norweger, Steward, im Januar 1951 abgereist

Zusätzliche Mitglieder, die im Januar 1951 zur Mannschaft stießen:
- Stig Hallgren (1925–2014)[10] – Schwede, Fotograf
- John Jelbart (1926–1951) – Australier, Physiker, am 24. Februar 1951 tödlich verunglückt
- Bjarne Lorentzen (* 1900) – Norweger, Steward